# 大茅埔 (臺中市)
大茅埔，是臺灣臺中市東勢區、和平區交界地帶的一個傳統地域名稱，位於兩區交界地帶的南部，即東勢區東南半葉的南部、和平區的西南端，為和平區行政中心所在地，主聚落則在東勢區境內。相較於今日行政區，其範圍大致包括下城里西南部、上城里東南端、慶東里、慶福里，以及和平區南勢里西南半部。

## 歷史
台灣清治末期，大茅埔地區為一街庄，稱為「大茅埔庄」，隸屬於捒東上堡。該庄北與新伯公庄、東勢角庄為鄰，東與蕃地為鄰，南邊及西邊隔大甲溪與水底藔庄為界。。
1901年（日明治三十四年）11月，全台廢縣廳改設二十廳，該庄隸屬於臺中廳。1903年（明治三十六年）6月，該庄編入「東勢角區」，仍隸屬於臺中廳。1909年（明治四十二年）10月，全台二十廳合併為十二廳，東勢角區隸屬不變。1920年（大正九年），全台地方制度大改正，該庄改制為「大茅埔」大字，隸屬於臺中州東勢郡東勢庄。1933年，東勢庄升格為東勢街。
戰後東勢街改制為東勢鎮，隸屬於臺中縣，大字亦改制為里。1950年10月，中、彰、投分治，東勢鎮隸屬不變。2010年12月，隨著臺中縣、市合併為直轄臺中市，東勢鎮改制為東勢區。

## 聚落
本地區發展較早的聚落為大茅埔，在日治期初期的官方地圖上已有記載。此外，本地區尚有石嘴、頭汴角、龍背、大坪角、五窯坑、軟埤坑、下段、上段、馬鞍寮、楓樹腳、豬湖頂、天冷、和合、燥坑、外和平、和平、稍來坪、南勢等聚落。

## 交通
省道台8線（東關路五～三段）即「中橫公路」，是臺中東勢至花蓮新城的幹道（未完全通車），大致以北向繞大彎轉西南—東北走向再轉西北西—東南東走向經過本地區西部及南部。由該道路向北可前往新伯公、東勢市區並止於省道台3線路口，向東南東轉東北可前往白冷、谷關等地。
區道中46線（中埤產業道路）是大茅埔至軟埤坑的道路，其西側端點位於本地區西部的省道台8線路口。由此向東蜿蜒而行，經五窯坑後轉北，經大坪頂後轉西北，經龍背後轉南，經琉璃光寺後止於本線路口。本區道東半部為一環狀道路。

## 水文

### 水圳
本地從1750~1840年（清朝乾隆末期至道光年間），開鑿三條水圳灌溉東勢河谷平原（含東勢角、校栗埔、新伯公、上城、下城與大茅埔等地區），其三條水圳分別為東勢本圳（亦稱新圳）、老圳及大茅埔圳，並隨土地拓墾擴大而擴展規模。三條水圳皆貫穿大茅埔，其水源均仰賴大甲溪，現今三條水圳的取水口均位於大甲溪的後池埤。

#### 東勢本圳

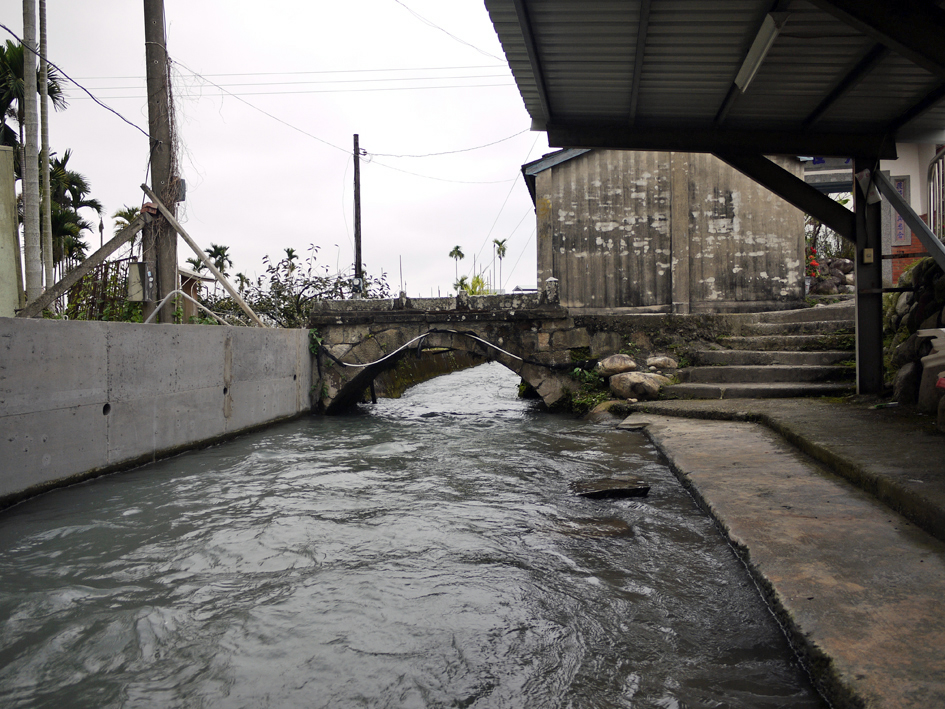
流經大茅埔地區的東勢本圳

#### 大茅埔圳
大茅埔圳圳路長度3176公尺，灌溉面積65公頃，灌溉範圍分佈台中市東勢區慶東、慶福兩里。現今水源有二，其一來自台灣台中農田水利會大茅埔圳農業用水抽水站，為主要水源；另一則是來自軟埤坑溪溪水，由軟埤坑溪制排水門攔水作為第二水源。抽水站設置兩部150馬力的豎軸式抽水機組。1號抽水機組出水管徑40公分、揚程18公尺、抽水至下圳水路，2號抽水機組出水管徑20公分、揚程81公尺、抽水供應地勢更高的上圳水路，上圳於軟埤坑溪前流入下圳再匯流至軟埤坑溪攔水引入圳路提供灌溉用水。

#### 老圳
老圳非大茅埔地區之農田主要灌溉用水，其灌溉範圍主要在新伯公及雞油埔一帶（現東勢區上城及下城一帶），位於大甲溪右岸，灌溉面積約555公頃。老圳最初的開墾與興築過程目前無相關文獻加以敘述，然從1830年（清道光十年）墾佃首張寧壽所立的「墾帳單」及1837年（清道光十七年）的「永遠照貼納租字」皆可看到老圳的記載。

## 宗教信仰

### 泰興宮
泰興宮主祀三山國王，原名國王宮。據泰興宮牌匾記載，1851年（清咸豐元年），由張寧壽施出慶福庄大租股半、楊及億施出慶福庄水田股半、張登龍施出慶福庄水租股半，做為興建資金，歷經五年餘於1857年（清咸豐六年）完成。
大茅埔庄為一個防禦型聚落，泰興宮坐落於中心點，拉出中軸線延左右開設伙房。作為大茅埔庄民的信仰中心，早期庄民開墾與原民互有衝突時，泰興宮便成為庄民的守護信仰。

### 將寮
大茅埔庄以泰興宮為中心，四座將寮分布於東、南、西、北，將寮均以三角形令旗奉祀（將其稱為「將爺」），守衛聚落四方；大茅埔庄有完整方位的將寮系統，開庄後便存在，均有守衛庄內居民之平安，亦都以三角形令旗為主要供奉對象。
將寮又稱五營或營頭，總共在五個方位安設將營，分別代表為：東九夷（東方甲乙木青旗）、南八蠻（南方丙丁火紅旗）、西六戎（西方庚辛金白旗）、北七狄（北方壬癸水黑旗）、中三秦（中央戊己土黃旗，為主帥中壇太子爺）。此信仰在福佬族群中也可見，甚至更為完善，與客家族群之間差別主要在稱呼上。每座將寮內均供奉一支令旗，令旗顏色為東營青、西營白、南營紅、北營黑、中營黃，也可以對應中國的神獸：東青龍、西白虎、南朱雀、北玄武和中麒麟。
大茅埔會在農曆每個月初二、十六舉行「犒將」（福佬族群多數稱「犒軍」、「賞兵」）儀式，以各鄰居民輪流祭祀，祭祀供品以家常菜為主（菜飯、牲禮）。中營的儀式會在泰興宮由廟祝來主持，其餘四營則在各自的將寮前，由住在附近居民安置供桌、擺放供品。

## 學校
- 東華國中
- 成功國小